# Jalyn Armour-Davis
Jalyn Armour-Davis (Mobile, 3 settembre 1999) è un giocatore di football americano statunitense che milita nel ruolo di cornerback per i Baltimore Ravens della National Football League (NFL).

## Carriera

### Baltimore Ravens
Al college Armour-Davis giocò a football ad Alabama vincendo il campionato NCAA nel 2020. Fu scelto nel corso del quarto giro (119º assoluto) del Draft NFL 2022 dai Baltimore Ravens. Debuttò nella gara del primo turno contro i New York Jets mettendo a segno 2 tackle. Il 26 novembre fu inserito in lista infortunati, chiudendo la sua stagione da rookie con 6 placcaggi e un passaggio deviato in 4 presenze.